# Кажа, Матисс
Матисс Кажа (швед. Matīss Kaža, род. 31 августа 1995 год, Стокгольм, Швеция) —  латвийский кинопродюсер, кинорежиссёр и сценарист. Получил известность как соавтор сценария и сопродюсер анимационного фильма «Поток» (2024), который получил премию «Оскар» за лучший анимационный полнометражный фильм, что сделало его самым молодым победителем в этой категории в возрасте 29 лет, обойдя Эндрю Стэнтона, удерживавшего этот рекорд на протяжении 21 года.
До «Потока» он уже писал сценарии и снимал документальные фильмы, такие как «Месяц ведьм» (2012) и «Один билет, пожалуйста!» (2017), а также латышскоязычные драматические фильмы, такие как «Неоновая весна» и «Вкус воды» (оба в 2022 году). Он основал продюсерскую компанию Trickster Pictures, а также является ведущим продюсером рижской анимационной компании Dream Well Studio.

## Биография

### Ранние годы
Кажа родился 31 августа 1995 года в семье журналиста Юриса Кажи и кинорежиссёра Уны Селмы. Обладая тройным гражданством, он вырос в Риге, а затем переехал в Соединённые Штаты, но родился в Стокгольме.

### Образование
Он учился и окончил Нью-Йоркский университет со степенью бакалавра изящных искусств (BFA) в области кино и телевидения, а также был стипендиатом Консерватории AFI.

## Творчество

### Театр
- Национальный канал (2025) авторы — Ли Холл, Пэдди Чаефски
- Пылающие (2025) авторы — Коэн Ташель, Айна Ренда
- Мягкая сила (2023) авторы — Эльза Марта Ружа, Матис Кажа

### Фильмография

#### Анимационные фильмы
- Поток (2024) — продюсер и сценарист

#### Художественные фильмы
- Неоновая весна[латыш.] (2022) — режиссёр, продюсер и сценарист
- Вкус воды[латыш.] (2022) — режиссёр, продюсер и сценарист

#### Документальные фильмы
- Один билет, пожалуйста![латыш.] (2017) — режиссёр, продюсер и сценарист
- Месяц ведьм (2012) — сценарист

#### Короткометражные фильмы
- Моя земля горит[латыш.] (2016) — продюсер

## Награды

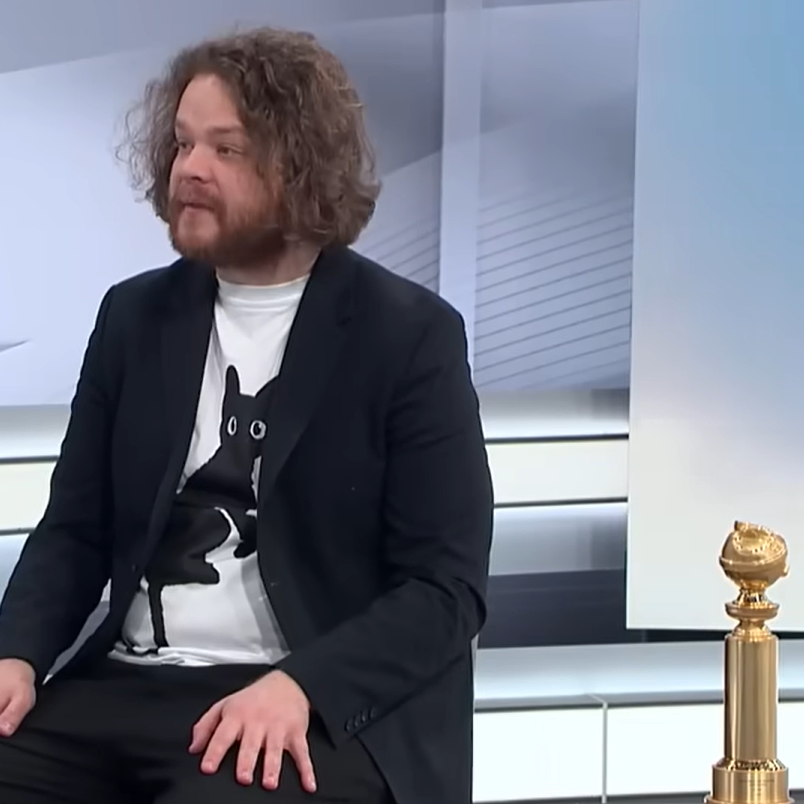
Матисс Кажа с трофеем премии «Золотой глобус», за мультфильм «Поток».

- Командор ордена Трёх звёзд (2 апреля 2025 года)[5].
- Почётная грамота Кабинета Министров Латвии (29 октября 2024 года)[6]